# Ferran Adrià
Ferran Adriá, teljes nevén Ferran Adriá Acosta (L’Hospitalet de Llobregat, 1962. május 17. –) katalán szakács, az El Bulli étterem séfje és társtulajdonosa. A molekuláris gasztronómia egyik fő képviselőjének tartják.

## Pályafutása
Pályafutását mosogatóként kezdte, majd a katonai szolgálatot is a konyhában töltötte. Ezt követően került a Rosesben, a Costa Brava egyik kis öblében található El Bulli nevű étterembe, ahol 25 éve dolgozik. A három Michelin-csillagos éttermet, melynek Adriá ma már társtulajdonosa, az angol Restaurant magazin a világ legjobb éttermének választotta. Ezt a címet az El Bulli öt alkalommal is elnyerte (2002, 2006, 2007, 2008, 2009). Az El Bulli 2011 júliusában bezárt, a zárónapról filmet is forgattak. Adriá gasztronómiai kutatásokra létrehozott alapítványának szenteli magát, s 2014-re tervezik egy új étterem megnyitását.

## Elismerések
A Time magazin 2004-ben a világ tíz legjelentősebb újítója közé sorolta. 2007-ben a Barcelonai Egyetem díszdoktorává avatták. Az Amerikai Kulináris Intézet (The Culinary Institute of America) 2009-ben az év séfjének járó Augie-díjjal jutalmazta.

## Idézetek
"Természetesen mindig lesznek, akik azt mondják, hogy nem szabad a bor, az ételkészítés és általában a zamatok varázsát egyszerű kémiai képletekre redukálni. Az evés és az ivás ugyanis ennél jóval többről szól. De mi mindig is úgy tartottuk, hogy a tudás az egyik legfontosabb eszközünk. Minél jobban ismerjük annak a területnek a jellemzőit, amellyel nap mint nap dolgozunk, annál inkább meg tudunk felelni a folyamatos kreativitás elvárásának és vendégeink boldogság iránti igényének. (...) A több tudás, a szélesebb ismeretek nagyobb teret adnak az alkotásra, a fejlődésre és vendégeink igényeinek kielégítésére." (Juli Soler és Ferran Adrià, részlet az Ízek harmóniája c. könyv előszavából)

## Magyarul megjelent művei
- Ferran Adrià–Juli Soler–Albert Adrià: Egy nap az elBulliban. Ferran Adrià ötleteinek és módszereinek kreatív világa; ford. Szkladányi András; Alexandra, Pécs, 2010
- Mindennapi ínyencségek. Főzzünk együtt Ferran Adriàval; ford. Szkokán Boglárka; Alexandra, Pécs, 2011